# Саланкс
Саланкс (Salanx) — рід корюшкоподібних риб родини саланксових (Salangidae). Представники роду поширені біля узбережжя Східної Азії.

## Види
У роді описано 5 видів:
- Salanx ariakensis Kishinouye, 1902
- Salanx chinensis (Osbeck, 1765)
- Salanx cuvieri Valenciennes, 1850
- Salanx prognathus (Regan, 1908)
- Salanx reevesii (J. E. Gray, 1831)